# Piotr Krasnow
Piotr Nikołajewicz Krasnow, ros. Пётр Николаевич Краснов (ur. 10 września?/22 września 1869 w Petersburgu, zm. 16 lub 17 stycznia 1947 w Moskwie) – rosyjski wojskowy (generał kawalerii), publicysta, pisarz i działacz polityczno-wojskowy, teoretyk wojskowości, ataman Wojska Dońskiego, współpracował z Niemcami podczas II wojny światowej.

## Wczesne życie
Pochodził ze znanej rodziny Kozaków dońskich, od pokoleń służącej w armii rosyjskiej. Jego dziadek Iwan I. Krasnow i ojciec Mikołaj I. Krasnow mieli stopnie generalskie. Piotr N. Krasnow ukończył 1 gimnazjum klasyczne w Petersburgu, w 1887 r. aleksandrowski korpus kadetów, a w 1888 1 Pawłowską Szkołę Wojskową. W tym samym roku dostał przydział do Atamańskiego Pułku Kozaków Lejbgwardii. Od 1891 roku pisał książki i artykuły z zakresu teorii wojskowości do pism „Военный инвалид”, „Разведчик”, „Вестник русской конницы” i innych. Miał silne poglądy monarchistyczne i uważał, że wojskowi powinni zajmować w społeczeństwie rosyjskim uprzywilejowaną pozycję. W 1892 roku przez rok był słuchaczem w Nikołajewskiej Akademii Sztabu Generalnego. W tym też roku opublikował swoją pierwszą książkę pt. „На озере”. Następnie napisał historię swojego pułku „Атаманская памятка. Краткий очерк истории лейб-гвардии Его императорского Высочества Государя Наследника Цесаревича полка” oraz powieści i prace „Атаман Платов”, „Донцы”, „Ваграм” i „Донской казачий полк в начале XIX века”.
Podczas powstania bokserów w Chinach 1899-1901 i wojny rosyjsko-japońskiej 1904-1905 pełnił funkcję korespondenta wojennego. Pomimo tego brał czynny udział w walkach z Japończykami, za co otrzymał m.in. Order Świętego Włodzimierza 4 klasy. Swoje bojowe przeżycia opisał w książce pt. „Год войны”. W 1907 ukończył oficerską szkołę kawaleryjską, po czym służył w niej jako instruktor prowadzący „kursy podnoszenia kwalifikacji”, a następnie dowódca kozackiego oddziału szkolnego. W 1909 awansował do stopnia pułkownika. W latach 1911–1913 dowodził 1 Syberyjskim Pułkiem Kozaków, który stacjonował nad granicą chińską, a od października 1913 r. – 10 Pułkiem Kozaków Dońskich, stacjonującym w Zamościu. W międzyczasie odbył na zlecenie cara Mikołaja II liczne podróże służbowe (prawdopodobnie o charakterze wywiadowczym) do Abisynii, Mandżurii, Indii, Chin i Japonii. Na ich podstawie napisał powieści „Казаки в Африке”, „Казаки в Абиссинии”, „Борьба с Китаем”, „По Азии”.
Brał udział w I wojnie światowej na frontach w Galicji i Bukowinie. W listopadzie 1914 został odznaczony Orderem św. Jerzego 4 klasy. W tym czasie awansował do stopnia generała majora, a następnie objął dowództwo I brygady 1 Dywizji Kawalerii Kozaków dońskich. W maju 1915 roku został dowódcą III brygady Kaukaskiej Dywizji Kawalerii, od lipca tego roku w stopniu generała porucznika 3 Dywizji Kawalerii Kozaków dońskich, zaś od września 2 Mieszanej Dywizji Kawalerii. Podczas swojej wojennej służby napisał książki „Картины былого Тихого Дона”, „В житейском море”, „Погром”, „Потерянные”, „Фарфоровый кролик”, „Волшебная песня”, a także wydał zbiory rozkazów wojskowych.

## Rewolucje rosyjskie i wojna domowa 1917-1921

### Marsz na Petersburg
Po wybuchu rewolucji lutowej 1917 roku i baleniu caratu, nie zaangażował się w działalność polityczną. 4 maja tego roku został aresztowany przez zrewolucjonizowanych żołnierzy w miasteczku Widibor, po czym odesłany do komitetu żołnierskiego w Mińsku, ale niebawem oswobodziły go oddziały wierne Rządowi Tymczasowemu. W czerwcu tego roku został dowódcą 1 Dywizji Kawalerii Kozaków kubańskich, zaś pod koniec sierpnia III Korpusu Kawalerii. Przez krótki czas pełnił też funkcję szefa sztabu głównodowodzącego armią rosyjską gen. Michaiła Aleksiejewa. Dostał stopień generała kawalerii. Był gorącym przeciwnikiem bolszewików. W listopadzie 1917, bezpośrednio po przewrocie bolszewickim w Piotrogrodzie, do dowództwa Korpusu stacjonującego niedaleko Piotrogrodu przedostał się premier Rządu Tymczasowego Aleksander Kiereński, nakazując zajęcie miasta i obalenie rządów bolszewickich. 9 listopada gen. Piotr Krasnow wydał proklamację, wzywającą do „wyzwolenia miasta od anarchistów, agentów cesarza Wilhelma II i plagi głodu”. Z powodu strajku kolejowego, spowodowanego przez Lwa Trockiego, 700-osobowe oddziały kozackie (sześć sotni 9 Pułku Kawalerii Kozaków dońskich i cztery sotnie 10 Pułku Kawalerii Kozaków dońskich), wydzielone z Korpusu, posuwały się powoli, nękane dodatkowo przez agitatorów bolszewickich. 10 listopada opanowały one radiostację w Carskim Siole, a następnie doszło do niewielkich potyczek koło Gatczyny. Do decydującej walki doszło między Carskim Siołem a Krasnym Siołem. Silny ogień artylerii bolszewickiej zdezorganizował Kozaków, którzy wycofali się, natomiast generał Krasnow dostał się do niewoli. Został uwięziony w głównej siedzibie rewolucjonistów, Instytucie Smolnym w Petersburgu. Istnieje kilka wersji dotyczących jego uwolnienia. Jedna mówi, że udało mu się zbiec przy pomocy Kozaków stojących po stronie bolszewików. Inna, że ucieczkę zorganizował Lew Trocki w zamian za zobowiązanie, że generał kozacki nie będzie walczył przeciwko bolszewikom. Według kolejnej wersji został on po prostu zwolniony przez bolszewików zobowiązawszy się, że nie wystąpi przeciwko nowej władzy.

### Republika Dońska
Generał P. N. Krasnow przedostał się nad Don do Nowoczerkaska. Początkowo ukrywał się przed bolszewikami w stanicy Konstantinowskiej. Po zajęciu tych ziem przez wojska niemieckie w marcu 1918 r., sformował dywizję Kozaków dońskich (wcześniej odrzucił ofertę pokierowania antybolszewickimi siłami tworzonymi przez Kozaków, twierdząc, że im nie ufa). Z pomocą Niemców zdobył do maja ziemie kozackie, likwidując Dońską Republikę Radziecką. 11 maja tego roku wybrano doński rząd tymczasowy. 16 maja gen. P. N. Krasnow został obwołany atamanem „Wszechwielkiego Wojska Dońskiego” z uprawnieniami dyktatorskimi. 5 czerwca ogłosił on powstanie Republiki Dońskiej. Z pomocą Niemców i Brytyjczyków zorganizował armię kozacką, która w krótkim czasie wyparła oddziały bolszewickie z terytorium państewka. Prowadził politykę bezwzględnego terroru wobec wszystkich przeciwników. Pojmanych bolszewików natychmiast po przesłuchaniu rozstrzeliwano, przeprowadzano masowe egzekucje, prześladowano Żydów, których uważano za komunistów, a także miejscową ludność, która była w większości pochodzenia niekozackiego. Ataman P. N. Krasnow opierał się całkowicie na Niemcach, pisząc listy do cesarza Wilhelma II, w których gratulował mu zwycięstw, zapewniał o niewzruszonej lojalności Kozaków oraz prosił o dostawy sprzętu wojennego i żywności. Taka polityka doprowadziła do stopniowego zmniejszania się poparcia tradycyjnie antyniemieckiej ludności kozackiej. Po wybuchu rewolucji w Niemczech i wycofaniu wojsk niemieckich znad Donu, armia kozacka zmuszona została do walki z Czerwonymi na 2 fronty. Współdziałanie z wojskami rosyjskimi gen. Antona I. Denikina było słabe. Generał A. I. Denikin odrzucił sugestie gen. P. N. Krasnowa, aby uderzyć wspólnie na Carycyn i poprzez gubernię saratowską w kierunku Moskwy. Uznał, że w pierwszej kolejności należy oczyścić z bolszewików południe Rosji, stworzyć tam solidną bazę do dalszych działań i dopiero wówczas uderzyć na stolicę. Generał P. N. Krasnow dzięki pomocy niemieckiej w sierpniu dysponował już ok. 40 tys. żołnierzy. Jednakże jego możliwości działania ograniczała trudna sytuacja wewnętrzna na kontrolowanych obszarach, a zwłaszcza konflikty między Kozakami a ludnością niekozacką, poddaną licznym gwałtom i grabieżom. Pojawiały się także konflikty między samymi Kozakami. Na początku sierpnia Kozacy uderzyli na Carycyn i Kamyszyn z zamiarem opanowania obszaru mogącego zapewnić łączność między admirałem Aleksandrem W. Kołczakiem a gen. A. I. Denikinem i zarazem przecięcia szlaku komunikacyjnego, przez który zaopatrywana była centralna Rosja w żywność.

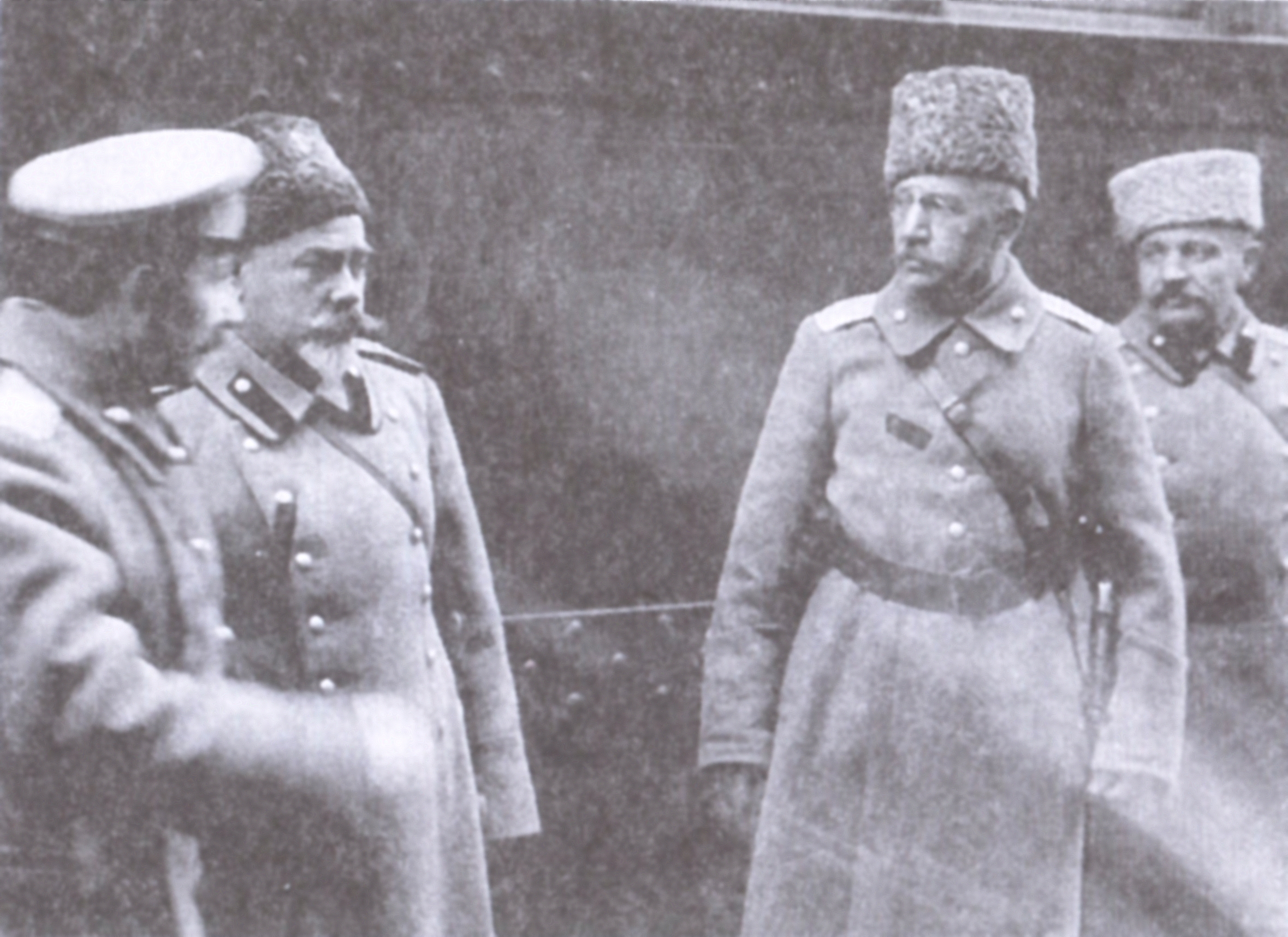
Biali generałowie: (od lewej) Afrikan Bogajewski, Anton Denikin i Piotr Krasnow. Czyr, 1919 rok

Na początku września Kozacy zmuszeni jednak zostali do wycofania się za Don. Na początku października ponowili uderzenie na Kamyszyn i Carycy doprowadzając do okrążenia tego ostatniego. Najcięższe walki trwały 14-16 października i przyniosły sukces obrońcom miasta. W połowie listopada linia frontu ponownie ustabilizowała się na Donie. W końcu listopada armia gen. P. N. Krasnowa po raz trzeci ruszyła na Carycyn, tym razem dochodząc do przedmieść Kamyszyna. Ofensywa bolszewicka w kierunku Rostowa i przekroczenie linii Donu spowodowało, że gen. P. N. Krasnow zarządził odwrót na kierunku carycyńsko-woroneskim, aby osłonić Rostów i Nowoczerkask. Po wycofaniu się Niemiec z wojny uznał ostatecznie władzę gen. A. I. Denikina i przekazał mu resztki swojej armii. Połączone wojska przybrały nazwę Sił Zbrojnych Południa Rosji. Ze względu na pogarszającą się sytuację militarną gen. P. N. Krasnow 15 lutego 1919 r. ustąpił z zajmowanej funkcji atamana Wojska Dońskiego.
Wyjechał przez Batumi do Estonii, gdzie wstąpił do wojsk gen. Nikołaja N. Judenicza. Służył w sztabie, kierując oddziałem propagandowo-politycznym. Wydawał gazetę „Приневский край”. Przebył cały szlak bojowy wojsk gen. N. N. Judenicza, od Narwy pod Piotrogród. Po ich klęsce w walkach z bolszewikami przebywał przez pewien czas w Tallinnie, gdzie w styczniu 1920 r. jako przedstawiciel Armii Ochotniczej uczestniczył w rozmowach z estońskim rządem o ewakuacji rosyjskich żołnierzy i oficerów, po czym wyemigrował do Niemiec.

## Na emigracji
W Niemczech prowadził kurs wojskowy „Военная психология”. W listopadzie 1923 r. przeniósł się do Francji, gdzie mieszkał na zamku w Dammarie-les-Lys jako doradca wielkiego księcia Mikołaja Mikołajewicza. W kwietniu 1936 r. powrócił do Niemiec. W obu państwach kierował jedną z antykomunistycznych organizacji rosyjskich emigrantów Bractwem Rosyjskiej Prawdy, która prowadziła partyzancko-terrorystyczną działalność na terytorium ZSRR. Współpracował z Rosyjskim Związkiem Ogólnowojskowym i innymi organizacjami o charakterze monarchistycznym. Prowadził wykłady w ramach wyższych kursów wojskowo-naukowych prowadzonych przez gen. Nikołaja N. Gołowina. Redagował pismo o charakterze monarchistycznym „Двуглавый Орел”. Poświęcił się też w dużym stopniu pracy literackiej. Napisał ponad 20 książek, głównie powieści historycznych, ale znajdują się wśród nich także opowiadania dla dzieci. Był autorem m.in. wspomnień z okresu wojny domowej w Rosji pt. „На внутреннем фронте” i „Всевеликое войско Донское”, epopei pt. „От Двуглавого Орла к красному знамени”, opisującej rosyjską historię od 1894 do 1922 r., powieści historycznych „Цесаревна”, „Екатерина”, „Цареубийцы”, „Ложь” i „За Чертополохом”, powieści z życia carskiej armii „Опавшие листья”, „Единая неделимая”, „Все проходит”, „Понять – простить”, „За чертополохом”, „Ларго”, „Выпаши”, „Домой” oraz autobiografii, opisującej stosunki w armii rosyjskiej i na carskim dworze petersburskim przed rewolucją i w czasie I wojny światowej. Jego utwory były przetłumaczone na wiele języków. Generał P. N. Krasnow wyraził w nich pełne oddanie dawnej Rosji i jej wartościom, wierność wobec dynastii Romanowów i Kościoła prawosławnego oraz nienawiść do ideologii komunistycznej. Występowały w nich silne wątki antysemickie. Z jego twórczości literackiej – przy ogólnej niechęci i podejrzliwości wobec nierosyjskich i nieprawosławnych narodów – przebijała pewna sympatia do Polski i Polaków.

## Okres II wojny światowej
W okresie II wojny światowej gen. P. N. Krasnow podjął współpracę z Niemcami. Od 1942 r. współuczestniczył w formowaniu kozackich oddziałów wojskowych na służbie niemieckiej. Stanął na czele Centralnego Biura do Spraw Kozackich i Administracji Wojsk Kozackich w Berlinie, chociaż oba urzędy nie miały faktycznie realnej władzy. We wrześniu 1943 r. na prośbę Niemców spacyfikował wrogie nastroje wśród żołnierzy kozackich formowanej w Mławie 1 Kozackiej Dywizji Kawalerii. Pod koniec wojny jego ideologia coraz bardziej zbliżała się do teorii rasowej narodowego socjalizmu. Według niej Kozacy byli potomkami skrzyżowanych ras nordyckiej i dynarskiej, z krwi Gotów i Czerkiesów, którzy już w IV wieku po narodzeniu Chrystusa posiadali własne państwo Kazakię. Zwolennikiem tej teorii był Alfred Rosenberg i uzyskała ona aprobatę Heinricha Himmlera. 30 marca 1944 r. gen. P. N. Krasnow stanął na czele Głównego Zarządu Wojsk Kozackich w Berlinie. Pod koniec października tego roku przybył do północnych Włoch, gdzie w rejonie Tolmezzo skoncentrowały się kozackie kolaboracyjne formacje wojskowe. Władze III Rzeszy obiecały Kozakom utworzyć na tym obszarze ich państewko Kazakię. Według planów SS miejscowa ludność włoska miała być stopniowo wysiedlana, zaś teren przejęty przez Kozaków, którzy mieli stworzyć bastion chroniący Wielką Rzeszę przed partyzantami włoskimi i jugosłowiańskimi. Generał P. N. Krasnow zabronił jednak prześladowań ludności włoskiej, w tym rozstrzeliwania podejrzanych o współpracę z partyzantami. Pełnił on rolę atamana, czyli głowy państwa, zaś Timofiej I. Domanow – atamana polnego, czyli dowódcy wojskowego. Generał P. N. Krasnow wraz z Radą Kozacką pracował nad projektem konstytucji, administrował zajmowanymi terenami, nadawał ordery i tytuły szlacheckie. Założono szkołę dla kozackich dzieci i szkołę kadetów dla młodzieży. Dzięki powszechnemu szacunkowi, który budziła postać gen. P. N. Krasnowa, który odwiedzał okoliczne miejscowości w limuzynie, pod eskortą 48 Kozaków w paradnych mundurach, stosunki między rodzimą ludnością a Kozakami stały się poprawne. W ostatnich miesiącach wojny doszło do konfliktu między obydwoma atamanami. Generał P. N. Krasnow chciał zachować niezależność i wierzył do końca w zwycięstwo III Rzeszy, podczas gdy T. I. Domanow pragnął podporządkować Kozaków gen. Andriejowi A. Własowowi. W lutym 1945 r. zwolennicy T. I. Domanowa uzyskali przewagę w Radzie Kozackiej, w wyniku czego gen. P. N. Krasnow zrzekł się funkcji atamana, ale zachował swą pozycję jako najwyższy autorytet wśród Kozaków. W kwietniu tego roku, po zajęciu przez wojska brytyjskie okolic Wenecji, udał się bez zezwolenia Niemców do Padwy, gdzie przebywał brytyjski marszałek Harold Alexander, osobisty znajomy generała z czasów wojny domowej w Rosji, i prosił go o uratowanie Kozaków. Ustalono, że poddadzą się oni Brytyjczykom, gdy tylko dotrą do Tolmezzo, ale gdy gen. P. N. Krasnow powrócił do miasteczka, zaczęła się już zarządzona przez T. I. Domanowa ewakuacja Kozaków do Austrii. Generał P. N. Krasnow w takiej sytuacji przyłączył się do nich. 4 maja Kozacy przekroczyli granicę austriacką. 7 maja, wysłany do Brytyjczyków jako parlamentariusz wnuk gen. P. N. Krasnowa Nikołaj N. Krasnow, otrzymał zezwolenie na zakwaterowanie się Kozaków (z kobietami i dziećmi było ich około 20-30 tys.) w dolinie Drawy i obietnicę, że nie zostaną wydani władzom ZSRR. Jednakże w ramach operacji „Keelhaul” Brytyjczycy przygotowali ich deportację. Aby wykonać swoje zobowiązania, zastosowali fortel; najpierw rozbroili wszystkich Kozaków, a potem wezwali oficerów na dzień 28 maja na „konferencję” do miejscowości Spittal. Po przybyciu do Spittalu oficerowie kozaccy zostali umieszczeni w obozie otoczonym drutem kolczastym i pilnowanym przez brytyjskich żołnierzy. 29 maja przewieziono ich autobusami i ciężarówkami do miasteczka Judenburg, gdzie przebiegała linia demarkacyjna między strefą brytyjską i sowiecką. 29 maja Brytyjczycy przekazali ich Armii Czerwonej. Pomimo tego, że gen. P. N. Krasnow jako biały emigrant nie podlegał wydaniu, podobnie jak duża część innych oficerów, także został deportowany.

## W sowieckiej niewoli
Generał P. N. Krasnow wraz z synami Nikołajem i Siemionem N. Krasnowem oraz wnukiem Nikołajem został przewieziony najpierw do opuszczonej fabryki koło Judenburga, a następnie do więzienia policyjnego w Grazu, stamtąd do Baden pod Wiedniem. W końcu załadowano ich wraz z innymi wyższymi oficerami kozackimi do samolotu, który wylądował w Moskwie 4 czerwca. Trafili do więzienia śledczego NKWD na Łubiance. Jesienią 1946 r. przed Kolegium Wojskowym Sądu Najwyższego ZSRR doszło do procesu gen. P. N. Krasnowa, gen. Helmutha von Pannwitza, atamana T. I. Domanowa, płk. S. N. Krasnowa i innych wyższych oficerów kozackich. Wszystkich skazano na karę śmierci przez powieszenie.

## Odznaczenia
- Order Świętego Jerzego IV klasy
- Order Świętego Włodzimierza III klasy
- Order Świętego Włodzimierza IV klasy
- Order Świętej Anny II klasy
- Order Świętego Stanisława II klasy
- Order Świętej Anny III klasy
- Order Świętego Stanisława III klasy
- Krzyż Komandorski Orderu Gwiazdy Etiopii (Etiopia)

## Postać gen. P. N. Krasnowa współcześnie
W 1998 r. gen. P. N. Krasnowowi, gen. H. von Pannwitzowi, atamanowi T. N. Domanowowi i innym przywódcom kozackich formacji wojskowych w służbie niemieckiej wystawiono na dziedzińcu cerkwi pw. Wszystkich Świętych w Moskwie pomnik z napisem Воинам русского общевоинского союза, русского корпуса, казачьего стана, казакам 15 кавалерийского корпуса, павшим за веру и отечество, co stanowi przedmiot licznych kontrowersji.
4 sierpnia 2006 r. w stanicy Jelanskaja w regionie rostowskim został postawiony kompleks pamiątkowy, poświęcony pamięci Kozaków dońskich, poległych w walkach z bolszewikami. Pośrodku stanął brązowy pomnik atamana P. N. Krasnowa.
Narodowe i monarchistyczne organizacje rosyjskie, w kraju i za granicą, stale kierują prośby do sądów Federacji Rosyjskiej o rehabilitację kolaboracyjnych kozackich oddziałów wojskowych na służbie niemieckiej i ich dowódców. 25 grudnia 1997 r. Główna Prokuratura Wojskowa Federacji Rosyjskiej uznała jednak, że nie podlegają oni rehabilitacji. 17 stycznia 2008 r. ataman Kozaków dońskich, deputowany Dumy Państwowej, Wiktor Wodołacki podpisał ukaz o powołaniu grupy roboczej ds. rehabilitacji P. N. Krasnowa.
W 2007 r. w mieście Jełańska pod Rostowem nad Donem biznesmen kozacki Władimir Mielichow w swoim obejściu postawił pomnik sławiący gen. P. N. Krasnowa. Memoriał „Kozacy dońscy w walce z bolszewikami” budzi kontrowersje i prokuratura prowadzi dochodzenie za propagowanie faszyzmu. Prokuratura twierdzi, że oddawanie czci gen. P. N. Krasnowowi uwłacza pamięci Rosjan i jest propagowaniem faszyzmu. Mielichow broni atamana, twierdząc, że memoriał jest poświęcony tragedii wojny domowej.

## Rodzina
Piotr Krasnow poślubił (przypuszczalnie w r. 1895) Lidię z inflanckich baronów von Wolff (rodzina pochodziła z Żagania i przeniosła się na tereny nadbałtyckie na początku XVIII wieku). Małżonkowie mieli troje dzieci- synów Mikołaja i Siemiona i córkę Tatianę. Mikołaj i Siemion walczyli wraz z ojcem w czasie wojny domowej 1917-21, po emigracji z Rosji udali się do Jugosławii, gdzie wstąpili do tamtejszej armii i otrzymali obywatelstwo Królestwa Jugosławii (Siemion uzyskał nawet stopień generała-majora). O losie córki niewiele wiadomo, wyszła za mąż w Finlandii.
Po upadku Jugosławii (1941) synowie i wnuk Mikołaj Mikołajewicz przyłączyli się do ojca i dzielili z nim odtąd losy „Kazakii” aż do smutnego końca w 1945 roku. Dowiedziawszy się o deportacji Kozaków panie Krasnow uciekły z Lienzu do różnych wiosek alpejskich i udało im się uchronić przed sowieckimi gułagami. Żona generała przedostała się później do Niemiec, gdzie zmarła 23 lipca 1949 roku. Żona Mikołaja Piotrowicza schroniła się w USA, gdzie zmarła w 1956 roku w Nowym Jorku. Żona Mikołaja Mikołajewicza Lili przedostała się do Argentyny, gdzie w 1956 roku połączyła się z mężem. Żona Siemiona (nieznanego imienia) wraz z urodzonym 15 lutego 1945 roku w szpitalu wojskowym w Lienzu synem Michaiłem Siemionowiczem schroniła się w Chile.
Jak opisano wyżej, Piotra i Siemiona Krasnowów zgładzono w Moskwie w 1947 roku, Mikołaj Piotrowicz i Mikołaj Mikołajewicz zostali wysłani na Syberię na ciężkie roboty. Mikołaj Piotrowicz, którego syn jeszcze zobaczył w 1946 roku w więzieniu Butyrki, zmarł w gułagu ok. r. 1950. Wnuk generała Mikołaj Mikołajewicz przebył całą gehennę różnych gułagów, od okolic Marinska do Omska, przy końcu katorgi pracował w kopalni węgla w Karagandzie. W roku 1955 został zwolniony i uzyskał jako obywatel jugosłowiański wizę do Szwecji, gdzie przebywał u kuzynki, prawdopodobnie córki Tatiany Krasnowej. W Szwecji Mikołaj napisał swe wspomnienia „Ukryta Rosja”, które ukazały się w małym rosyjskim wydawnictwie emigracyjnym w Nowym Jorku i zostały potem przetłumaczone na angielski i niemiecki. Jednocześnie Krasnow pracował w Szwecji jako drwal, by zarobić pieniądze na przejazd do Argentyny. Z żoną połączył się po 11 latach niewidzenia w grudniu 1956 roku. Rok później zmarł, najprawdopodobniej zamordowany przez agentów MWD. O dalszych losach żony nic nie wiadomo. Byli bezdzietni.
Urodzony w Lienzu syn Siemiona Michaił Siemionowicz Krasnow, jako obywatel Chile zwany Miguel Krasnoff Marchenko, wybrał (wbrew woli matki) karierę oficerską. Jako najlepszy ze swego rocznika ukończył w 1964 roku amerykańską Szkołę Ameryk w Panamie. Po powrocie do Chile pracował od początku lat 70. w wiernej generałowi Pinochetowi tajnej policji DINA i brał udział w przesłuchaniach i torturach lewicowych przeciwników dyktatora. Po odejściu Pinocheta w r. 1990 Krasnoff został oskarżony o łamanie praw człowieka. Do roku 2003 poddano go, jak się wyraził w wywiadzie dla prasy, tysiącowi przesłuchań. W tym samym roku skazano go na 10 lat więzienia za jego przestępstwa. Od wyroku odwołał się do wyższej instancji.
Miguel Krasnoff, emerytowany generał-major armii Chile, mieszka w Santiago i jest menadżerem hotelu wojskowego w tym mieście. Ma żonę, dzieci i wnuki.

### Dzieła Piotra Krasnowa
Wydane w Rosji
- God wojny, 1905
- Kazaki w Afrikie, 1909
- W żitiejskom morie, 1915

Wydane w Niemczech
- Ot dwugławogo orła k krasnomu znamieni, 1921-1922
- Amazonka pustyni, 1922
- Na wnutriennem frontie, 1922 (wydane także w Leningradzie (1927))
- Opawszie listia, 1923
- Ponjat' – Prostit', 1924
- Jedinaja – Niedielimaja, 1924
- Wsio prochodit, 1926

Wydane we Francji
- Mantyk, ochotnik na lwow, 1928
- Biełaja Switka, 1929
- Largo, 1930
- Wypasz, 1931
- Podwig, 1932
- Cezarjewna 1709-1762, 1933
- Jekatierina Wielikaja, 1935
- Careubijcy, 1938
- Loż, 1939
- Na rubieże Kitaja, 1939
- Pawlony, 1943

### Prace o Krasnowie
- Anton Denikin, The Russian Turmoil, London 1924
- R. Gul, Ja unios Rossiju, New York 1981
- Paul Hermann Kasack, Handbuch der russischen Literatur des 20. Jahrhunderts, München 1992
- Friedrich Paul Keller, „Mein ist die Rache” – Eine Kosakenfamilie und die politischen Katastrophen des 20. Jahrhunderts, Nürnberg 2003
- Nikolai Nikolajewitsch Krasnow, Verborgenes Rußland – zehn Jahre Zwangsarbeit in sowjetischen Arbeistlagern, Berlin 1962
- Peter Krasnow, Vom Zarenadler zur Roten Fahne, 1 – 3, Berlin 1922, z obszerną biografią autora pióra von Cochenhausena,
- Victor Terras (Ed.), Handbook of Russian Literature, Yale 1985
- Leon Trotsky, History of the Russian Revolution to Brest-Litovsk, Part III, wyd. 2005 (Internet)